# Sergio Flaksman
Sergio Flaksman (Rio de Janeiro, 1949 - Rio de Janeiro, 13 de dezembro de 2022) foi um importante tradutor brasileiro de obras do inglês para o português.
Antes de se consagrar como tradutor, foi chefe da redação do Dicionário Histórico-biográfico do Centro de Pesquisa e Documentação (CPDOC), da Fundação Getúlio Vargas, sendo responsável por ter formado a primeira equipe de redatores do dicionário e definiu padrões e normas de criação dos verbetes.
Em 1968, fez a sua primeira tradução literária do inglês para a língua portuguesa, da obra Bonequinha de luxo, de Truman Capote, publicada pela editora Nova Fronteira, junto com dois outros contos longos do autor. Ficou envolvido com equipes de produção de obras de referência até 1982. Também foi editor dos doze primeiros números da revista de divulgação científica Ciência Hoje, da Sociedade Brasileira para o Progresso da Ciência.
Até 1986, trabalhou ainda como diretor-adjunto da editora Record até 1986. Depois, começou a colaborar com a editora Companhia das Letras.
Entre os autores que traduziu estão: Stephen Jay Gould, Peter Gay, Gore Vidal, Mark Twain, Shakespeare, Albert Camus, Pirandello, Umberto Eco, Émile Zola, Alfred Jarry, Philip Roth, Jonathan Frenzen, Martin Amis, William Kennedy, Molière, Ariane Mnouchkine, Eugène Ionesco, J. M. Coetzee, Vladimir Nabokov.
Das muitas traduções que fez para a editora Companhia das Letras, destacam-se A sangue frio, de Truman Capote; Istambul e O livro negro, de Orhan Pamuk; Dias na Birmânia, de George Orwell; Coração das trevas, de Joseph Conrad; e a trilogia Sexus, Plexus e Nexus, de Henry Miller.
Nos últimos anos, além do trabalho na editora Companhia das Letras, colaborava com a revista Piauí, desde a sua fundação em 2006. Estava internado com Covid-19 no Hospital Samaritano, em Botafogo, no Rio de Janeiro e morreu em dezembro de 2022 aos 73 anos.